# Tommi Piper

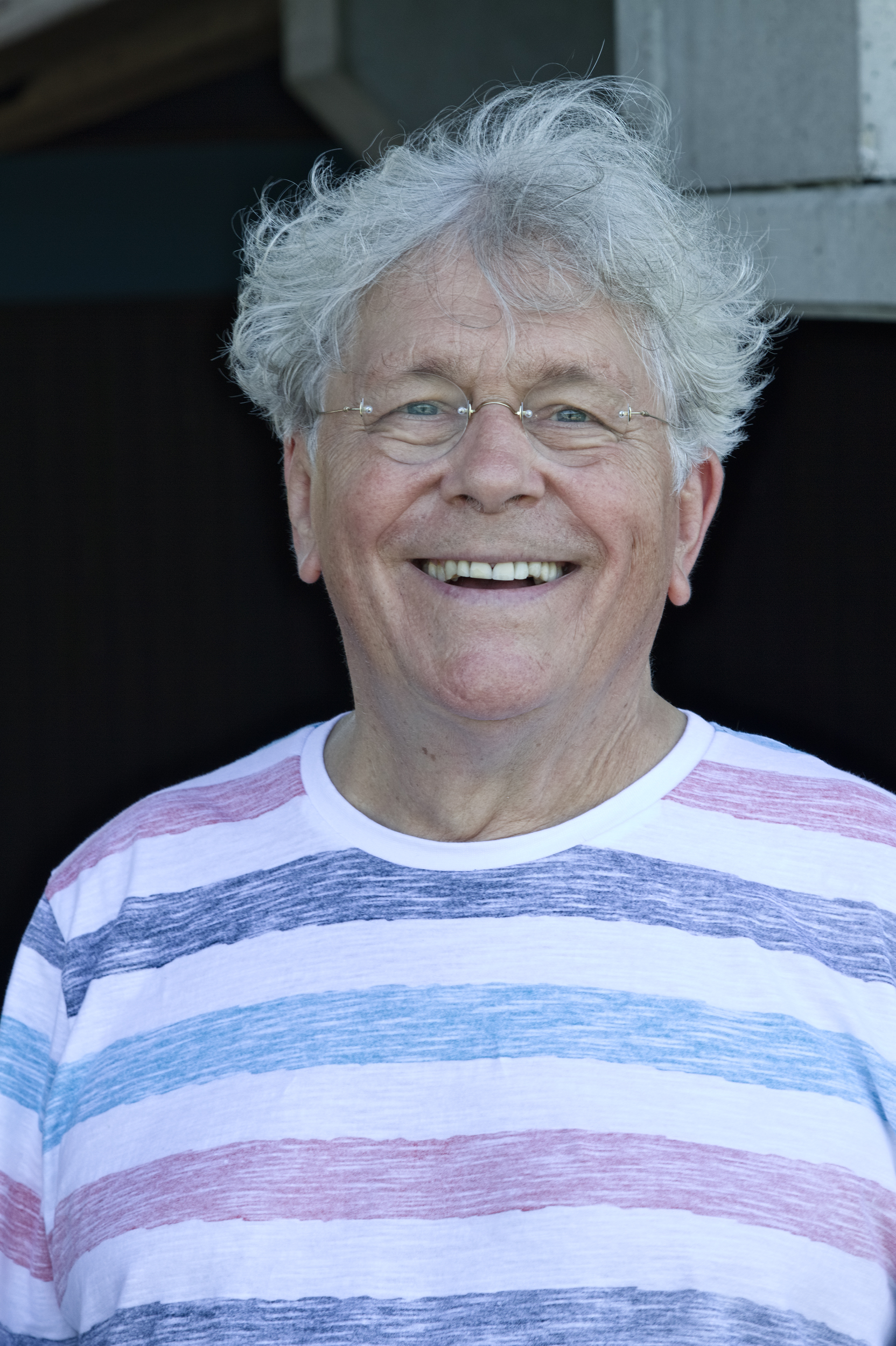
Tommi Piper, 2016

Thomas „Tommi“ Piper (* 19. März 1941 in Berlin) ist ein deutscher Schauspieler, Synchronsprecher und Sänger. Insbesondere Pipers markante Stimme prägte die deutsche Fernsehgeschichte über mehrere Jahrzehnte. In den 1960er Jahren sprach er die Rolle des Little Joe in der Serie Bonanza. Ende der 1980er Jahre lieh Piper seine Stimme dem Außerirdischen Alf in der gleichnamigen Sitcom und er war in fünf Spielfilmen die Stimme von Mischlingshund Willy Wuff. Des Weiteren war er Sprecher von Nick Nolte. Außerdem war er in der zweiten Hälfte der 1970er Jahre Sänger der Krautrock-Band Amon Düül II.

## Leben
Als Sohn des Schauspielers und Fernsehansagers Heinz Piper wirkte Thomas Piper bereits 1952 bei Hörspielen des NWDR mit und stand drei Jahre später das erste Mal vor der Kamera. Von 1959 bis 1961 studierte er Gebrauchsgrafik an der Meisterschule für Mode in Hamburg, blieb danach aber weiterhin bei der Schauspielerei. In den späten 1960er und 1970er Jahren nahm Piper mehrere Schallplatten auf.
Thomas Piper spielte im Film Zwei wie wir … und die Eltern wissen von nichts (1966) und in drei Folgen der Serie Der Kommissar. Er hatte Engagements an der Landesbühne Hannover und den Städtischen Bühnen Lübeck und trat während einer Tournee durch Frankreich in Paris, Lyon und Marseille auf. Nachdem er sich in München niedergelassen hatte, folgten diverse Gastauftritte in den Krimiserien Derrick und Der Alte sowie Hauptrollen in den Filmen Is’ was, Kanzler (1984) und Steig aus deinem Luftballon (1985). Insgesamt spielte Piper in mehr als 150 Film- und Fernsehproduktionen.
Auch im Synchronstudio ist er aktiv, eine seiner ersten Synchronrollen war die des Little Joe (Michael Landon) in der Westernserie Bonanza. Weitere Schauspieler, denen Piper seine Stimme lieh, waren u. a. Nick Nolte (Nur 48 Stunden), Harvey Fierstein (Independence Day), Tony Danza (Wer ist hier der Boss?) und Andrew Dice Clay (Ford Fairlane – Rock ’n’ Roll Detective). Außerdem synchronisierte Piper diverse Nebenrollen in der Serie Raumschiff Enterprise und er übernahm im vierten und fünften Star-Trek-Film die Synchronrolle des von George Takei gespielten Hikaru Sulu. Weitere bekannte Synchronisation Pipers waren die des bösen Zauberers Rumburak aus den tschechischen Märchenbraut-Serien, des Plüschhasen Mr. Floppy in der Fernsehserie Auf schlimmer und ewig sowie des Igels Hogi in der österreichischen Tierkomödie Hogi’s Family.
Seine wahrscheinlich bekannteste Synchronrolle wurde Ende der 1980er-Jahre die des Außerirdischen Alf in der gleichnamigen Fernsehserie. Im Jahr 1989 veröffentlichte er das Album Tommi Piper singt Alf (Polydor, Produzent: Anthony Monn), dessen Titel Hallo Alf, hier ist Rhonda – der Refrain (Rhondas Stimme) wurde damals von der Sopranistin Amélie Sandmann eingesungen, mit der Piper zu dieser Zeit liiert war – zwölf Wochen in den deutschen Single-Charts platziert war. Später äußerte sich Piper, dass Alf seiner weiteren Karriere als Synchronsprecher geschadet habe, da er zu sehr mit Alf identifiziert worden sei, sodass Angebote für andere Synchronrollen ausblieben.
Seit vielen Jahren ist Piper auch als Bausparfuchs in der Fernsehwerbung der Bausparkasse Schwäbisch Hall zu hören. Im Jahr 1998 übernahm er die Synchronisation des Manny Calavera in dem PC-Spiel Grim Fandango von LucasArts. Im November 2016 konnte ihn der Regisseur Eric Hordes erneut für die Synchronrolle des Zauberers Rumburak gewinnen, die nach 20 Jahren erneut von Jiří Lábus verkörpert wurde. In der 2013 erschienenen ersten Folge der Nicht-lustig-Serie wirkt er ebenfalls mit.
Im Januar 2019 war Piper als Kandidat der dreizehnten Staffel von Ich bin ein Star – Holt mich hier raus! zu sehen und belegte den 10. Platz. Am 27. August 2021 verstarb seine 71-jährige Ehefrau, mit der er 15 Jahre verheiratet gewesen war.
Piper ist auch als Musiker tätig (Banjo, Ukulele und Gesang). Außerdem hat er in den letzten Jahren zahlreiche Hörbücher für Kinder und Erwachsene eingesprochen.

## Diskografie

### Singles
- 1969: Und sag Adios / Du Stellst jede in den Schatten (Polydor 53 137)
- 1970: So Knall und Fall / Stop It Girl (Polydor 2041 007)
- 1970: Tränen trocknen schnell im Sonnenschein / Keiner kann an Dir vorübergehn (Polydor 2041 052)
- 1971: Michigan River / 1000 Meilen weit (Ariola 10 247)
- 1972: Jesahel / So ist das Leben (Ariola 12 101)
- 1976: Monotonek / Billy-Kid-Eye-Joe und die Jungs von der Bronx (Ariola 16 838 AT)
- 1977: Schüttelscheck / Die Zocker (mit 50 oder mehr) (Ariola 17 746)
- 1983: Der Typ mit den fettigen Haaren / Super GTI (als Piper) (Teldec 6.13760 AC)
- 1988: Houseparty (F.L.A. aka Tommi Piper) (Seven Eleven SPV 01-3746)
- 1988: Frohfest (Tommi Piper singt Alf) (Polydor 871 350-7)
- 1989: Hallo Alf, hier ist Rhonda (Tommi Piper singt Alf) (Polydor 871 610-7)
- 1989: Tujujahe (Es tut so wohl, schön faul zu sein) (Tommi Piper singt Alf) (Polydor 889 726-3)
- 1990: Alf wird unser Bundeskanzler (Tommi Piper singt Alf) (Polydor 873 236-7)

### Alben
- 1976: Entertainer (Ariola 27 128 IU)
- 1983: Ohne Sprechen (Teldec 6.25452)[5]
- 1989: Tommi Piper singt Alf – Alles Paradiso! (Polydor LP 839 433-1, CD 839 433-2)
- 1991: Alf – Jetzt sing' ich! (Polystar LP 849 069-1, CD 849 069-2)
- 2011: Der Straßenmörder (Sprecher im Krimi von Daniel Himmelberger) (Audio Media Verlag GmbH, CD)
- 2013: Inspektor Barney - Tatort Hühnerstall (von Doreen Cronin) (Der Audio Verlag)

## Filmografie (Auswahl)
- 1963: Eine dumme Sache – Party um Mitternacht (TV)
- 1966: Zwei wie wir … und die Eltern wissen von nichts (Film)
- 1969: Vier Frauen im Haus (Folge 10: Amateure)
- 1969: Polizeifunk ruft – Das Messer
- 1970: Der Kommissar (Folge 26: Die kleine Schubelik)
- 1971: Der Kommissar (Folge 39: Als die Blumen Trauer trugen)
- 1974: Der Kommissar (Folge 81: Der Liebespaarmörder)
- 1974: Die unfreiwilligen Reisen des Moritz August Benjowski (TV)
- 1974: Graf Yoster gibt sich die Ehre (Folge 39: Mit fremden Pfunden) (TV-Reihe)
- 1978: Derrick: Tod eines Fans
- 1978: Achtung, Chance! (TV)
- 1978: Die Faust in der Tasche (Film)
- 1980: Luzie, der Schrecken der Straße (Folge 4: Luzie geht durch die Stadt) (TV)
- 1980: Derrick: Eine Rechnung geht nicht auf
- 1980: Warum die UFOs unseren Salat klauen (Film)
- 1981: Derrick: Das sechste Streichholz
- 1981: Polizeiinspektion 1: Das Glück im sechsten Mond (TV)
- 1982: Zeit genug (TV)
- 1982: Derrick: Eine Falle für Derrick
- 1982: Schwarz Rot Gold (Folge 3: Kaltes Fleisch)
- 1983: Is was, Kanzler? (Film)
- 1983: Die Rückkehr der Träume (TV)
- 1983: Matt in 13 Zügen (TV)
- 1985: Marie Ward – Zwischen Galgen und Glorie
- 1985: Plötzlich und unerwartet (TV)
- 1985: Steig aus deinem Luftballon (Film)
- 1986: Derrick: Das absolute Ende
- 1986: Die Krimistunde (Fernsehserie, Folge 21, Episode: Crime)
- 1987: Die Krimistunde (Fernsehserie, Folge 28, Episode: Zwangsläufig)
- 1987: Der Alte – (Folge 114: Die Abrechnung)
- 1987: Der Alte – (Folge 121: Alibi: Mozart …)
- 1987: Derrick: Koldaus letzte Reise
- 1989: Der Alte – (Folge 138: Das Spiel ist aus)
- 1989: Tatort: Bier vom Faß (TV)
- 1990: SOKO München - Die Qualität des Verräters (Staffel 8, Folge 7)[6]
- 1990: Hotel Paradies (Folge 1) (TV)
- 1991: Der Alte – (Folge 161: Der Tagebuchmord)
- 1992 Die rote Laterne - 6 Folgen
- 1994: Tatort – … und die Musi spielt dazu (TV)
- 1995: Dr. Stefan Frank (Folge 1) (TV)
- 1995–1996: Kriminaltango (TV), 14 Folgen
- 1996: Großstadtrevier – Gute Nachbarschaft (TV)
- 1996: Im Namen des Gesetzes (Folge 1) (TV)
- 1996: Das Zauberbuch
- 2010: Das perfekte Promi-Dinner (TV)
- 2010: Forsthaus Falkenau (TV)
- 2011: Aktenzeichen XY … ungelöst (TV)
- 2011–2012: Fluch des Falken (TV), 64 Folgen
- 2011: Heiter bis tödlich – Hubert und Staller (Folge 5: Der Sturz des Königs) (TV)
- 2012: Aktenzeichen XY … ungelöst (Folge vom 15. Februar, Antiquitätenladen) (TV)
- 2012: Notruf Hafenkante (Folge Trau, schau, wem) (TV)
- 2014: SOKO Wismar (Staffel 10, Folge 22) (TV)
- 2015: Nichtlustig Die Serie
- 2015: SOKO 5113 (Staffel 41, Folge 6, Westend) (TV)
- 2019: Aktenzeichen XY … ungelöst (Folge vom 9. Oktober, XY-Preis) (TV)
- 2021: Die Läusemutter (Staffel 2, Folge 3)
- 2024: Aktenzeichen XY … ungelöst (Folge vom 11. September, Schreinerei) (TV)

## Hörspiele
- 2005: Karlheinz Koinegg: Sankt Brandans wundersame Meerfahrt (als Sankt Brandan) – Regie: Angeli Backhausen (WDR)[7]
- 2005: Lloyd Alexander: Taran und das Zauberschwert (Gwydion) – Regie: Robert Schoen (Kinderhörspiel – SWR)
- 2006: Pendergast
- 2006: Wieso Weshalb Warum? Technik bei uns zu Hause (Kinderhörspiel) Jumbo Neue Medien (Da Music)
- seit 2009: Die drei ??? Kids (als Mr. Porter) – Buch und Regie: Ulf Blanck
- 2012: John Stephens: Emerald (Gabriel) – Regie: Robert Schoen (Kinderhörspiel (3 Teile) – SWR/WDR)
- 2014: MIG2: Men in Red - Regie: Kim Jens Witzenleiter (Wolfy-Office)[8]
- 2022: Anne-M. Keßel: Anne Bonny. Die Piratin – Regie: Martin Zylka (Hörspielserie – WDR)[9]
- Viele Martim Produktionen wie Jules Vernes die neuen Abenteuer des Philias Fogg die Schwimmende Stadt

## Synchronrollen (Auswahl)
Harvey Fierstein
- 1982–1993: als Mark Newberger in Cheers
- 1988: als Arnold in Das Kuckucksei
- 1993: als Onkel Frank Hillard in Mrs. Doubtfire – Das stachelige Kindermädchen
- 1994: als Sid Loomis in Bullets Over Broadway
- 1996: als Marty Gilbert in Independence Day
- 1996: als Art Hoarder in White Lies – Das Leben ist zu kurz, um ehrlich zu sein
- 1997: als Juba in Kull, der Eroberer
- 1998: als Yao in Mulan
- 2003: als Kenneth in Der Appartement Schreck
- 2004: als Yao in Mulan 2

Nick Nolte
- 1976: als Tom Jordache in Reich und Arm
- 1982: als Jack Cates in Nur 48 Stunden
- 2011: als Paddy Conlon in Warrior
- 2011–2012: als Walter Smith in Luck
- 2012: als Donal Fitzgerald in The Company You Keep – Die Akte Grant
- 2015: als Stephen Katz in Picknick mit Bären
- 2015: als Eddie Conlon in Run All Night
- 2018: als Nemes in Padre – Rache hat ihren Preis

Paul Fusco
- 1986–1990: als Alf in Alf
- 1987–1989: als Gordon 'Alf' Shumway in Alf – Erinnerungen an Melmac
- 1990: als Alf in Comic-Stars gegen Drogen
- 1996: als Alf in Alf – Der Film
- 2015–2019: als Alf in Mr. Robot
- seit 2017: als Alf in Young Sheldon
- 2018: als Alf in Bumblebee

Tony Danza
- 1984–1992: als Tony Micelli in Wer ist hier der Boss? (2. Synchronisation)
- 1994: als Mel Clark in Angels – Engel gibt es wirklich!
- 1997–2004: als Anwalt Tommy Silva in Practice – Die Anwälte
- 1998: als Barney Gorman in Der kickende Müllmann
- 2003: als Jack Clayton in Ein Schlitzohr namens Santa Claus

Jiří Lábus
- 1982: als Rumburak in Die Märchenbraut
- 1984: als Rumburak in Der Zauberrabe Rumburak
- 1993: als Rumburak in Die Rückkehr der Märchenbraut
- 2019: als Rumburak in Goblin 2

Jeff Bridges
- 1971: als Duane Jackson in Die letzte Vorstellung (BRD-Synchronisation)
- 1972: als Ernie in Fat City
- 1976: als Craig Blake in Mr. Universum

George Takei
- 1986: als Hikaru Sulu in Star Trek IV: Zurück in die Gegenwart
- 1989: als Hikaru Sulu in Star Trek V: Am Rande des Universums
- 2008: als George Takeis Kopf in Futurama: Bender’s Game

Billy West
- 2007: als Richard Nixons Kopf in Futurama: Bender’s Big Score
- 2008: als Richard Nixons Kopf in Futurama: Bender’s Game
- 2009: als Richard Nixons Kopf in Futurama: Leela und die Enzyklopoden

Frank Welker
- 2007: als Nibbler in Futurama: Bender’s Big Score
- 2008: als Nibbler in Futurama: Bender’s Game

David Herman
- 2007: als Scruffy Scruffington in Futurama: Bender’s Big Score
- 2009: als Scruffy Scruffington in Futurama: Leela und die Enzyklopoden

Filme
- 1958: Gordon Scott als Tarzan in Tarzan und die Jäger (TV-Synchronisation: 1970)
- 1968: Anthony James als Tommy in Mord nach Rezept (TV-Synchronisation: 1973)
- 1973: Martin Shaw als Rachid in Sindbads gefährliche Abenteuer
- 1977: Paul Pape als Double-J in Saturday Night Fever (Kino-Synchronisation)
- 1982: Tom Atkins als Dr. Daniel 'Dan' Challis in Halloween III
- 1983: Paul Drake als Mick in Dirty Harry kommt zurück
- 1984: Sting als Feyd in Der Wüstenplanet (Kino-Synchronisation)
- 1987: Robert Englund als Freddy Krueger in Nightmare III – Freddy Krueger lebt
- 1987: Paul McCrane als Emil M. Antonowsky in RoboCop[10]
- 1989: Louis Heckerling als Lou Franklin in Kuck mal, wer da spricht!
- 1994: als Medizinmann in Asterix in Amerika (Kino-Synchronisation)
- 1996: Don Warrington als Voltimand in Hamlet
- 1998: Paul Reubens als Waschbär in Dr. Dolittle
- 1999: Andrew Stanton als Zurg in Toy Story 2
- 2004: G. W. Bailey als Rusty, der Hund in Die Kühe sind los

Serien
- 1985: Don Messick als Scooby-Doo in Die 13 Geister von Scooby-Doo
- seit 1989: Joe Mantegna als Fat Tony in Die Simpsons (3. Stimme)
- 1991–1999: Blake Clark als Harry Turner in Hör mal, wer da hämmert (2. Synchronisation)
- 1995–1999: Bobcat Goldthwait als Mr. Floppy in Auf schlimmer und ewig
- 1996–1997: Tony Pope als Charlie Bates in Oliver Twist